# Desirée Carofiglio
Desirée Carofiglio (Milán, 2003) es una deportista italiana que compite en gimnasia artística. Ganó una medalla de bronce en el Campeonato Mundial de Gimnasia Artística de 2019, en el concurso por equipos.

## Palmarés internacional
| Campeonato Mundial | Campeonato Mundial   | Campeonato Mundial | Campeonato Mundial   |
| Año                | Lugar                | Medalla            | Prueba               |
| ------------------ | -------------------- | ------------------ | -------------------- |
| 2019               | Stuttgart (Alemania) | Medalla de bronce  | Concurso por equipos |